# Michael Karen
Michael Karen (* 25. Juli 1967 in Düsseldorf) ist ein deutscher Filmregisseur. 

## Leben
Michael Karen war zunächst als Schauspieler und Hörfunkreporter tätig. Nach seiner Mitarbeit bei diversen Dokumentar-Produktionen entstanden in den 1980er Jahren erste Kurzfilme. 1994 erfolgte sein TV-Debüt als Regisseur. Mit dem Horror-Thriller Flashback – Mörderische Ferien hatte er 2000 sein Kino-Debüt. Mit Erkan & Stefan in Der Tod kommt krass erschien 2005 sein zweiter Kinofilm. Ab 2011 übernahm er die Regie bei zehn Episoden der Frühling-Fernsehfilmreihe.
2012 erschien mit Agent Ranjid rettet die Welt sein dritter Kinofilm. Es folgte eine Reihe von Fernsehfilmen.

## Filmbiografie (Auswahl)
- 1994: Im Namen des Gesetzes (Fernsehserie, eine Folge)
- 1995–1996: So ist das Leben! Die Wagenfelds (Fernsehserie, 127 Folgen)
- 1999: Verführt – Eine gefährliche Affäre
- 2000: Flashback – Mörderische Ferien
- 2005: Nicht ohne meinen Schwiegervater
- 2005: Erkan & Stefan in Der Tod kommt krass
- 2006: Das total verrückte Wunderauto
- 2008: Maddin in Love (Fernsehserie, 4 Folgen)
- 2008: Die Bienen – Tödliche Bedrohung
- 2008: H3 – Halloween Horror Hostel
- 2011: Für immer Frühling
- 2012: Agent Ranjid rettet die Welt
- 2013: Das Mädchen mit dem indischen Smaragd
- 2013: Frühlingskinder
- 2015: Endlich Frühling
- 2015: Frühling zu zweit
- 2015: Einfach Rosa – Wolken über Kapstadt
- 2016: Einfach Rosa – Die zweite Chance
- 2017: Nichts gegen Papa
- 2017: Kleiner Junge, großer Freund
- 2018: Wenn Kraniche fliegen
- 2018: Am Ende des Sommers
- 2019: Familie auf Probe
- 2019: Lieb mich, wenn du kannst
- 2019: Das verlorene Mädchen
- 2019: Weihnachtswunder
- 2020: Die Inselärztin – Die Mutprobe
- 2020: Die Inselärztin – Das Rätsel
- 2022: Marie fängt Feuer – Die Feuertaufe
- 2022: Marie fängt Feuer – Unbequeme Wahrheiten
- 2024: Ein Sommer im Schwarzwald